# Cartouche audio
Pour les articles homonymes, voir Cartouche.

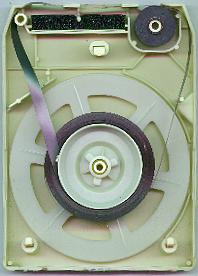
Intérieur d'une cartouche audio de type Fidelipac

La cartouche audio est un type de bande magnétique sans fin, disposée dans une cartouche plastique protectrice, développé à partir du début des années 1950 aux États-Unis, d'abord pour diffuser facilement des jingles ou des annonces publicitaires préenregistrés à la radio. Il en existe de nombreux formats, certains restés à l'état de prototype et d'autres distribués sous différentes marques commerciales, avec des caractéristiques distinctes comme les cartouches Fidelipac (1959) et Stereo-Pak (1962).
Ce type de cartouche à bande au défilement ininterrompu — contrairement à la cassette audio de Philips, lancée en 1963, qui doit être retournée — connaît en 1964 une dernière évolution destinée au grand public et dénommée 8-track tape, littéralement « bande huit pistes » ou plus couramment « cartouche huit pistes », format qui connaît un bon succès aux États-Unis principalement, où se développe une large déclinaison de lecteurs-enregistreurs domestiques et d'autoradios. Ce type de cartouche audio est le plus largement distribué et le plus connu du grand public. Néanmoins, ailleurs dans le monde hormis au Royaume-Uni, au Canada et plus marginalement dans quelques autres pays, la cartouche audio reste confidentielle.
La cartouche audio huit pistes tombe en désuétude durant les années 1980, période où la cassette audio Philips connaît un succès international avant d'être elle-même supplantée par le disque compact.

## Description et principe
Le format physique qui préfigure la future 8-track, ultime itération de la lignée des cartouches audio, est introduit par Collins Radio en 1959 : l'enregistrement est mono ou stéréophonique, respectivement sur une ou deux pistes, et il est possible d'enregistrer un signal à 1 kHz sur une piste annexe pour commander l'arrêt automatisé du lecteur au moment désiré. Le système est ensuite perfectionné avec l'introduction d'autres signaux de commandes, à 150 Hz et 8 kHz. Les vitesses de défilement standard possibles sont de 9,5, 19 ou 38 cm/s. 
Ce média est ensuite décliné en une version quatre pistes, qui permet au choix de doubler la durée d'un enregistrement stéréophonique ou de proposer des enregistrements quadriphoniques sur les lecteurs compatibles.
En 1964, la cartouche huit pistes en est la dernière évolution, populaire aux États-Unis de la fin des années 1960 au début des années 1980, particulièrement comme équipement autoradio.
Le principe commun à ces différentes itérations est celui de la bande sans fin, qui permet une lecture continue et sans retournement physique du support, contrairement à la cassette audio concurrente. Les versions multipistes sont régulièrement entrecoupées par le déclenchement d'un signal de changement de pistes, qui décale les têtes de lecture vers la paire de pistes suivante et permet de poursuivre la lecture — jusqu'à revenir au début de la bande sur la première paire de pistes, et ainsi de suite. Si le signal tombe au milieu d'un morceau, celui-ci est interrompu par un fondu comme suit : fondu en fermeture ; changement de pistes ; fondu en ouverture. De nombreux lecteurs huit pistes, autoradio ou de salon, sont équipés d'une fonction de changement de pistes manuelle, permettant de procéder à l'écoute de la partie souhaitée d'une cartouche, parmi quatre possibles.

## Historique

### Prédécesseurs

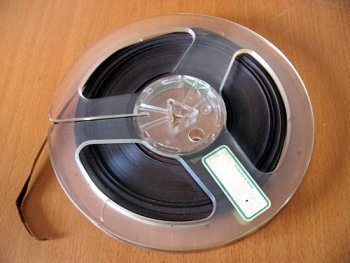
Une bande magnétique au format quart de pouce destinée à un lecteur-enregistreur reel to reel : c'est ce format de bande qui est utilisé dans les cartouches cart machines et suivantes.

Le tout premier format audio utilisant une bande magnétique est le système de magnétophone reel to reel, ou « d'une bobine à l'autre », qui s'est démocratisé auprès du grand public à la fin des années 1940. L'inconvénient majeur de ce système est sa relative complexité de fonctionnement : en effet, placer correctement la bande sur les têtes de lecture s'avère bien moins simple que de poser un disque microsillon sur une platine, par exemple.
Puisque dans les premiers temps, chaque bande doit être copiée depuis le master en temps réel pour maintenir une bonne qualité sonore, les bandes préenregistrées sont plus chères à fabriquer, et à acheter, que les disques microsillon qui sont pressés bien plus rapidement que ne dure leur temps d'écoute.

### Invention par Bernard Cousino (1952)
Pour éliminer l'inconvénient de la manipulation physique des bandes, plusieurs fabricants développent des cartouches qui enferment la bande dans un boîtier en métal ou en plastique. La plupart sont destinées à des enregistrements de piètre qualité de type dictaphone.
Un premier système fonctionnel de « cartouche à bande sans fin » est originellement développé en 1952 par Bernard Cousino sur la base d'une seule bobine de bande magnétique au standard quart-de-pouce, en plastique avec un revêtement à base d'oxyde de fer, défilant à 3,75 pouces par seconde. Le début et la fin du programme enregistré sont signalés par une feuille métallique d'un pouce de longueur, qui active un capteur dans l'appareil de lecture.

### RCA tape cartridge (1958)

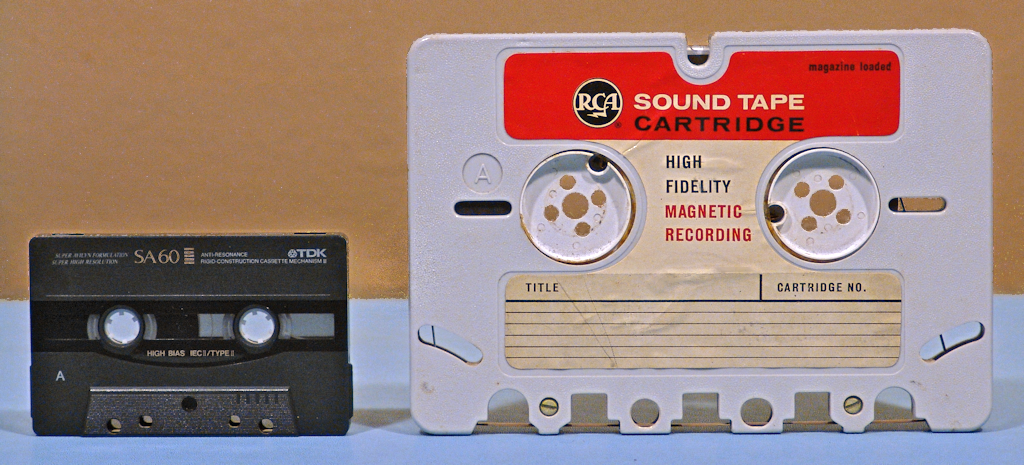
À gauche, une cassette audio au format lancé par Philips en 1963. À droite, une RCA tape cartridge.

La première « cassette audio » destinée au marché grand public, reproduction musicale incluse, est la Sound Tape ou Magazine Loading Tape Cartridge, plus connue sous le nom de RCA tape cartridge et lancée en 1958 par RCA. Le fabricant lance des enregistrements stéréophoniques ainsi que des cartouches vierges destinées à l'enregistrement domestique, mais le format ne connaît pas de succès commercial et ne réussit pas à s'imposer : il est abandonné en 1964. Si le principe est similaire à celui de la cassette Philips qui sortira cinq ans plus tard, la cassette RCA est nettement plus volumineuse puisqu'elle est basée sur une bande d'un quart de pouce de largeur. En marge de cet essai infructueux, l'amélioration des cartouches à bande sans fin se poursuit.

### Fidelipac (1959)
George Eash invente, en 1954, un système de cartouche dénommé Fidelipac. La cartouche Eash fait l'objet d'une cession de licence à plusieurs fabricants, principalement la Collins Radio Company, qui dévoile un système à cartouche destiné à la radiodiffusion lors du salon annuel de la National Association of Broadcasters en 1959. Les cartouches Fidelipac, surnommées « carts », sont dès lors utilisées par de nombreuses stations de radio pour la diffusion de publicités, jingles et autres enregistrements brefs. Eash fonde peu après la Fidelipac Corporation pour fabriquer et distribuer les cartouches et les lecteurs, comme d'autres fabricants à l'image d'Audio-Pak, division d'Audio Devices Corp.

### Stereo-Pak (1962)
Plusieurs essais de création de systèmes de reproduction de musique en voiture avaient déjà été faits, à commencer par le système Highway Hi-Fi de Chrysler, basé sur des disques microsillon, à la fin des années 1950. L'entrepreneur, homme d'affaires et vendeur de téléviseurs Madman Muntz, basé à Los Angeles, saisit le potentiel que représentent ces nouvelles « cartouches » dans le cadre d'un système embarqué en voiture. En 1962 il présente son système dénommé Stereo-Pak, utilisant des cartouches quatre pistes stéréo, qu'il distribue principalement en Californie et en Floride. Les quatre pistes sont divisées en deux « programmes », correspondant typiquement aux deux faces d'un microsillon 33 tours. Chaque « programme » utilise simultanément deux pistes pour offrir une reproduction en stéréo. Il achète les licences d'albums populaires auprès de majors de l'industrie musicale et les duplique sur ses cartouches quatre pistes ou CARtridges, nom sous lequel il en fait originellement la promotion.

### Cartouche huit pistes (1964)
Suit une amélioration qui porte le nombre de pistes à huit, soit quatre « programmes » stéréophoniques, pour une durée totale maximale de 90 minutes. Ce format est commercialisé par un consortium mené par Bill Lear, de la Learjet Corporation< et au sein duquel on retrouve Ampex, Ford Motor Company, General Motors, Motorola et RCA Victor Records (Radio Corporation of America). Ce système, dernière évolution de la cartouche à bande sans fin, arrive sur le marché en 1964 et séduit fabricants automobiles et d'accessoires américains, de sorte que Ford installe de série un lecteur huit pistes dans la plupart de ses modèles de voitures neuves l'année suivante. Il s'agit du premier système audiophile fiable permettant d'emporter sa propre musique en voiture.

### 3M Cantata (1965)
En 1965, la société 3M commercialise des cartouches audio de très grand format, les Cantata. Elles sont destinées à diffuser de la musique d'ambiance dans les lieux publics, pendant une longue durée. De par la longueur exceptionnelle de la bande, la très faible vitesse de défilement et l'intégration d'un système autoreverse, le tout permettant une diffusion de musique ininterrompue pendant plus de vingt heures, elles restent en usage de leur sortie jusque, anecdotiquement, aux années 1990.

### Déclin du support (années 1980)
Ce sont principalement les problèmes d'usure prématurée des bandes et la nécessité d'utiliser des composants de moins en moins chers et donc moins fiables pour faire face à la concurrence de la cassette audio Philips qui ont raison de la cartouche huit pistes au cours des années 1980, avant que le disque compact ne supplante à son tour les formats à bande magnétique, aussi bien dans les véhicules que comme maillon de chaîne haute-fidélité domestique.